# Locomotiva C&O M-1
Le locomotive del gruppo M-1 della Chesapeake and Ohio Railway (C&O) sono state tre locomotive con turbina a vapore e trasmissione elettrica costruite dalla Baldwin Locomotive Works nel 1947-1948 per la trazione del treno rapido aerodinamico Chessie.
Sebbene dopo il 1945 la trazione Diesel stesse diventando il sistema di trazione prevalente sulla rete ferroviaria degli Stati Uniti d'America, la C&O fu una delle aziende ferroviarie restie ad adottarlo, e considerò la tecnologia della turbina a vapore quale possibile alternativa alla dieselizzazione. Al tempo della loro costruzione le locomotive del gruppo M-1 erano le più lunghe unità di trazione del mondo.
Le poche locomotive con turbina a vapore sperimentate, tra cui queste, si rivelarono tutte clamorosamente insoddisfacenti. Questa realizzazione, che s'inscrive nel clima della lotta fra la trazione a vapore e quella Diesel, suscitò un gran clamore (fu anche esposta alla Chicago Railroad Fair del 1948–1949), documentato dall'attenzione dedicatale anche dalla grande stampa divulgativa e d'informazione statunitense ed europea.

## Progetto
Le locomotive del gruppo M-1 avrebbero dovuto prestare servizio trainando treni viaggiatori pesanti, veloci e che non effettuassero fermate intermedie ed erano state destinate alla relazione Washington-Charlottesville-Charleston-Cincinnati, servita dal treno Chessie. I progettisti avevano previsto che esse potessero effettuare un viaggio da Washington a Cincinnati, e ritorno, senza bisogno di rifornimento e di manutenzione. Si prevedeva che il viaggio dall'uno all'altro capolinea (666 miglia, ossia 1 071,8 km) dovesse durare solo 11 h 45 min.
Il progetto delle M-1, che riprese sostanzialmente quello sviluppato nel 1945 dall'ingegner H. W. Jones della Pennsylvania Railroad per la propria azienda (che negli anni trenta e quaranta s'era distinta introducendo locomotive molto innovative e di elevatissime prestazioni, come le S1, Q1, T1 e T2 a vapore tradizionali, S2 con turbina a vapore e GG1 elettriche), e poi accantonato, fu sviluppato in collaborazione tra la C&O, la Baldwin Locomotive Works per la parte meccanica e la Westinghouse per la parte elettrica.
La C&O, che operando nella regione carbonifera di Pocahontas ricavava notevoli entrate dal trasporto del carbone, era restia ad abbandonarlo quale combustibile. Inoltre, i dirigenti tecnici della C&O facevano propria la preoccupazione che le riserve di petrolio statunitensi e mondiali si dovessero esaurire entro 25-30 anni. Per queste ragioni, in un'epoca in cui si stava combattendo l'ultima battaglia fra la trazione a vapore e quella Diesel e più in generale tra il modo ferroviario e quelli aeronautico e stradale, le M-1 furono presentate come le locomotive del futuro, eventualmente idonee anche alla trazione dei treni merci.

## Descrizione

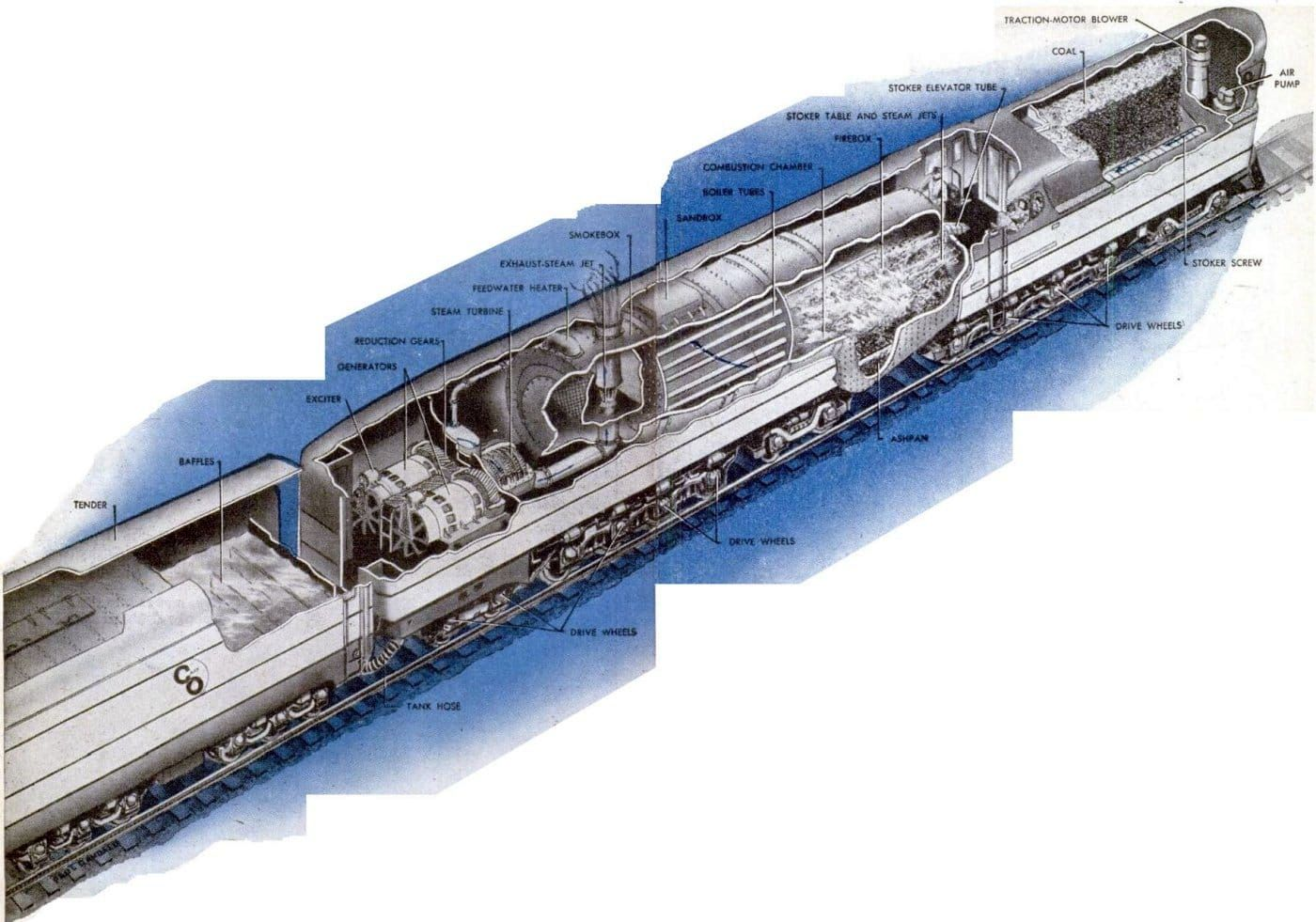
Rappresentazione delle componenti della Locomotiva C&O M-1

Le locomotive del gruppo M-1 erano costituite da due veicoli inscindibili: la macchina e il tender. La macchina poggiava su 14 sale, ripartite fra due telai comprendenti carrelli con assi motori e portanti, con rodiggio UIC 2'(Co1) 2'(Co1) Bo'. Aveva a bordo, nell'ordine, una cassa per il carbone, la cabina di guida, la caldaia, la turbina, la dinamo e l'apparecchiatura ausiliaria. Il tender, che poggiava su 6 sale raggruppate in due carrelli, con rodiggio 3'3'T95, conteneva solo la cassa dell'acqua, avente una capacità di 94,5 m³.
Il generatore di vapore era una caldaia a tubi di fumo e lo scarico del vapore e dei fumi avveniva direttamente nell'atmosfera, senza un condensatore. Pertanto il sistema non presentava innovazioni rispetto a quello in uso sulle locomotive a vapore tradizionali.
La caldaia produceva vapore surriscaldato, alla temperatura di 400 °C. Il carbone veniva introdotto nel forno tramite un caricatore meccanico ("stoker"), che attraversava la cabina di guida. Il forno aveva una superficie di griglia di 10,40 m², ed era dotato di una camera di combustione e di tre sifoni. Nella caldaia potevano essere contenute 5 t d'acqua da vaporizzare. La superficie di riscaldamento era di 409,32 m² e quella di surriscaldamento era di 164,43 m².
La turbina a vapore, del tipo assiale, costruita dalla Westinghouse, aveva una velocità massima di 6 000 giri/min, cui corrispondeva una potenza all'albero di 4470 kW. Per garantire un rendimento sufficientemente elevato fu stabilito che, nel servizio normale, la velocità non scendesse al di sotto dei 2 400 giri/min. Tra la turbina e i generatori elettrici fu interposto un riduttore avente rapporto di 6:1.
La turbina azionava quattro generatori di corrente continua, montati in coppia. Le quattro dinamo generavano complessivamente 3 700 kW, e i quattro generatori alimentavano otto motori di trazione, accoppiati in parallelo, i quali azionavano le ruote motrici tramite gruppi riduttori a ingranaggi piani.

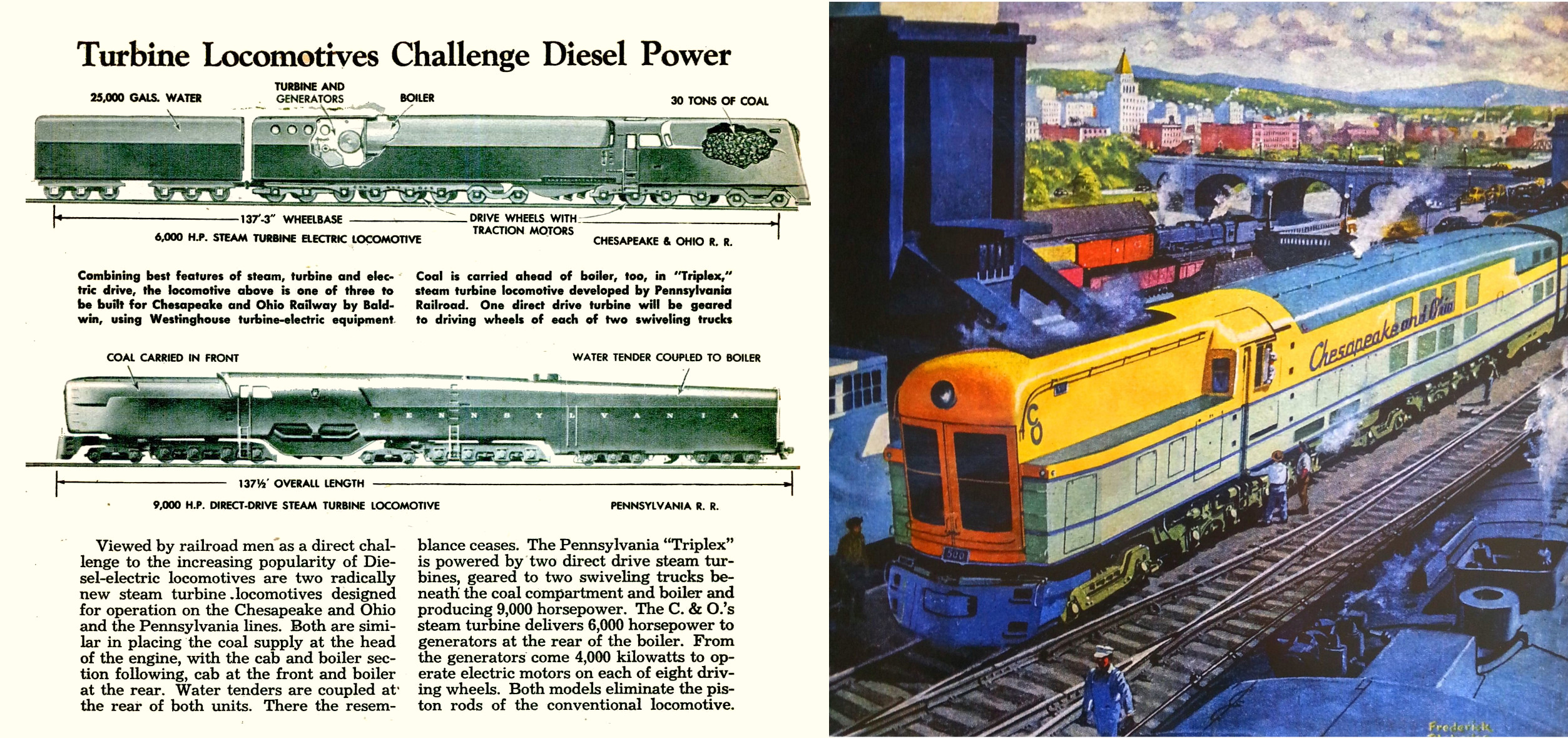
Illustrazione di una Locomotiva C&O M-1 e confronto con una Locomotiva PR GG1 in un articolo del 1945 di una rivista statunitense

Il controllo del funzionamento era simile a quello delle locomotive Diesel-elettriche dell'epoca, e interveniva sulle dinamo e sui motori.
Il sistema turbogeneratore implicava che le M-1 non avessero un motore alternativo con cilindri e pistoni. Il ridotto numero di parti in movimento, in teoria, avrebbe dovuto rendere la manutenzione meno onerosa di quella di una locomotiva a vapore convenzionale.
L'acceleratore aveva undici impostazioni, che andavano da uno (minimo) a undici (velocità massima). La velocità di regime della locomotiva era di 70 miglia orarie (110 km/h), e a quel punto la valvola a farfalla era sulla posizione "sette". Durante una corsa di prova con un giornalista di Popular Mechanics a bordo un macchinista della C&O espresse la sua insoddisfazione per il limite di velocità locale di 75 miglia all'ora (121 km/h), sottolineando d'essere «sicuro di potere tirare di nuovo a undici».
Lo sforzo di trazione a regime continuativo era di 21,8 t. Quello allo spunto era di 44 t. La velocità massima era di 160 km/h.
Lo schema di verniciatura era quello consueto delle locomotive della C&O, con strisce orizzontali grigie chiare e scure intercalate da una striscia gialla (che in alcune fotografie, probabilmente per errori del fotografo, vira verso l'arancione). Sul cofano anteriore v'erano i number boards col numero di matricola dell'unità.

## Costruzione

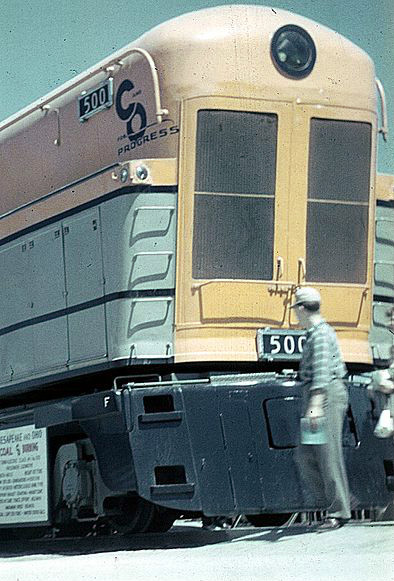
Un modello "500" alla Chicago Railroad Fair nel 1949

Le tre M-1 (numeri di costruzione 73079–73081, inserite negli elenchi del costruttore come "4-8-0-4-8-4 TE C&O") iniziarono il servizio nel 1947 (secondo Douglas Self la 500 fu consegnata nel 1947, seguita dalle 501 e 502 nei primi mesi del 1948).
Senza comprendere la ricerca e lo sviluppo, le tre locomotive costarono 1,6 milioni di dollari.

## Esercizio
Tutte e tre le locomotive trascorsero la loro breve storia circolando tra Clifton Forge e Charlottesville, Virginia. Anche a causa della concorrenza sullo stesso itinerario di un treno rapido della Baltimore and Ohio Railroad, la C&O sospese definitivamente il Chessie nell'ottobre 1948, prima che i ricavi compensassero le spese sostenute e privando così le M-1 della loro ragion d'essere.
Fin dalle corse di prova, cominciate nella seconda metà del 1947 nel deposito locomotive e poi continuate sulle linee irradiantesi dalla stazione di Clifton Forge, le M-1 si dimostrarono dispendiose e meccanicamente inaffidabili, confermando le perplessità espresse dalla stampa tecnica internazionale.
In particolare, secondo il libro di Thomas Dixon, Jr., Chesapeake & Ohio Railway. A concise history and fact book, The Chesapeake & Ohio Historical Society, 2013, le turbine, derivate da quelle per impianti fissi e per la propulsione navale, generavano una quantità eccessiva di vibrazioni, che arrivavano a propagarsi dalla locomotiva al resto del treno. Inoltre si ebbero trafilamenti d'acqua dalla caldaia e dal circuito idraulico, che più volte misero in corto circuito i motori elettrici di trazione e altri ausiliari. Infine la polvere di carbone e i prodotti della combustione, insufficientemente convogliati all'esterno, danneggiarono varie parti della macchina. I guasti furono tanto frequenti che in nessuna delle corse il Chessie riuscì ad arrivare a destinazione senza arresti in linea, con conseguente richiesta di riserva.
Soprannominate durante la loro breve carriera "Sacred Cows" ("Vacche sacre"), tutte le M-1 furono accantonate nel 1949 e demolite nel 1950.
Macchine che, concettualmente, riproducevano l'intero schema funzionale delle centrali termoelettriche in tutta la sua complessità, le M-1 erano costituzionalmente impossibilitate a competere con le locomotive Diesel con trasmissione elettrica, la cui affidabilità era già evidente alla fine degli anni quaranta.

### Annotazioni
1. ↑  Riferisce Uberto Bajocchi, citando fonti statunitensi, che il progetto era stato redatto nel 1945 dall'ingegner H. W. Jenes della Pennsylvania Railroad, che lo presentò anche nel suo periodico aziendale Train talks. Il suo successivo abbandono da parte dell'azienda permise la sua cessione alla C&O, che lo realizzò con poche modifiche di dettaglio. Cf Bajocchi 1949a, pp. [2]-[3] e New locomotives for war and peace.
2. ↑  La crisi del trasporto viaggiatori per ferrovia, accentuatasi nei successivi anni cinquanta, avrebbe condotto al tracollo perfino società ferroviarie come la Pennsylvania Railroad e spinto infine il Governo federale a promuovere la costituzione dell'Amtrak. Cf Roberto Almagià, Stati Uniti d'America, in Enciclopedia Italiana di scienze, lettere ed arti, Appendice III. 1949-1960, vol. M-Z, Roma, Istituto dell'Enciclopedia Italiana, 1961, pp. 826-827.
3. ↑  A differenza del progetto redatto nel 1945 dall'ingegner H. W. Jenes della Pennsylvania Railroad, che adottava un generatore del tipo in uso nelle centrali termoelettriche. Cf Bajocchi 1949a, p. [1] e New locomotives for war and peace.
4. ↑  Dove avviene la vaporizzazione.
5. ↑  La ventilazione dei motori era assicurata da due turbo-ventilatori, di cui uno era collocato nella parte anteriore della locomotiva e l'altro nella sezione della turbina principale.
6. ↑  Il Chessie aveva iniziato il servizio nell'aprile 1948.
7. ↑  Nella pratica dell'esercizio ferroviario si definisce "guasto con richiesta di [locomotiva di] riserva" un malfunzionamento tanto grave da dovere chiedere il traino da parte di una locomotiva normalmente ferma in deposito in attesa di eventuali emergenze.

### Riferimenti
1. ↑   The "Largest" Steam Locomotives, su www.steamlocomotive.com. URL consultato il 14 luglio 2025.
2. 1 2  Self.
3. ↑  Tra cui Life, Popular Mechanics e Science News Letters.
4. ↑  Tra cui Chemins de fer.
5. 1 2 3  Bajocchi 1949a, pp. [1]-[2].
6. 1 2 3 4  Greggio, p. 218.
7. 1 2  Railton, pp. 110-111.
8. 1 2  Railton, pp. 110, 252.
9. ↑  Schramm, p. 202.
10. ↑  Grant, p. 109.
11. ↑  Railton, p. 109.
12. ↑  Chesapeake & Ohio M-1 Steam Turbine Locomotives.
13. 1 2 3 4 5 6 7  Bajocchi 1949a, p. [2].
14. 1 2  Solomon, p. 141.
15. ↑  Solomon, p. 116.
16. ↑  Lamb, p. 161.
17. ↑  Locomotive carenate. Parte 7. Le altre compagnie del Nord-Est.
18. ↑  Railton, pp. 107-111.
19. ↑  George, p. 45.
20. ↑  Schramm, p. 62.
21. ↑  Dixon, p. 34.
22. ↑  Casto, p. 202.
23. ↑  Bajocchi 1949a, p. [2].
24. ↑  Bajocchi 1949b, pp. 222-223.
25. ↑  The Class M-1 Steam Turbines.
26. ↑  Ferrari, p. 33.